# Ana María del Re
Ana María Del Re Guinand (Caracas, 12 de septiembre de 1941-ibídem, 11 de septiembre de 2019) fue una poetisa, traductora y docente venezolana.

## Biografía
Era licenciada en Letras y en Francés Superior por la Universidad Central de Venezuela (UCV). También realizó estudios para la Maestría en Literatura Hispanoamericana en la Universidad Simón Bolívar (USB), donde ejerció la docencia desde 1975 hasta 2000, y fue una de las coordinadoras del taller literario Anagrama. Posteriormente seguiría cursos de especialización para el Doctorado en Literatura en la Universidad de La Sorbona, en París.
Fue una de las recopiladoras de la Antología de la poesía hispanoamericana moderna (USB, 1982, y Monte Ávila Editores, 1993) y de la antología Bolívar en la poesía hispanoamericana (USB, 1985). Elaboró para la Biblioteca Ayacucho el volumen Obra poética de Humberto Díaz-Casanueva (1988) y para la USB El traspaso de la antorcha (1984), del mismo autor.
Publicó los poemarios Trazos (Barcelona, España, 1990), Nocturnos (Soumagne, Bélgica, 1998; edición bilingüe) y La noche todavía (Caracas, bid & co. editor, 2007). Sobre este último título escribiría el poeta Armando Rojas Guardia: “El poema, en este libro, brota como fruto de la aprehensión y la vivencia, profundas ambas, del momento al que se ha accedido. A la luz de lo vivido intensamente en el instante, el poema irrumpe como un relámpago de clarividencia”.
Como traductora, publicó en 2017 con Ediciones Fundavag su versión de Las aventuras de Pinocho, del escritor italiano Carlo Collodi, y vertió al italiano el libro Amante, del venezolano Rafael Cadenas. Además tradujo a los poetas italianos Umberto Saba, Giuseppe Ungaretti, Eugenio Montale, Mario Luzi y Roberto Mussapi, al argentino Juan Rodolfo Wilcock y al poeta francés Eugène Guillevic.
Colaboradora en revistas, diarios y publicaciones culturales de Venezuela y otros países, Del Re integró el comité de redacción de la revista Nueva Europa (Luxemburgo) y escribió para la revista Sources (Bélgica). Asimismo, participó en diversos congresos, bienales y encuentros internacionales de poesía, y durante varios años fue integrante del jurado del Grand Premio International de Poésie Guillevic-Ville de Saint-Malo en Francia, que se otorga cada año.
En 2017 recibió el Botón Filuc por sus tres décadas de trayectoria, en el marco de la Feria Internacional del Libro de la Universidad de Carabobo, en un acto que contó con la participación de los poetas Edda Armas, Luis Moreno Villamediana, Luis Miguel Silva y César Panza.
De su obra escribió Díaz-Casanueva en 1990: “El lenguaje poético de Ana María del Re se ajusta a ritmos maravillosamente sensibles, atenuados, y así fusiona la palabra con alusiones y cualidades de formas espirituales, más que con imágenes rotundas”.

## Publicaciones
- Trazos (Barcelona, España, 1990)
- Nocturnos (Soumagne, Bélgica, 1998; edición bilingüe)
- La noche todavía (Caracas, bid & co. editor, 2007)